# 日本の古代道路

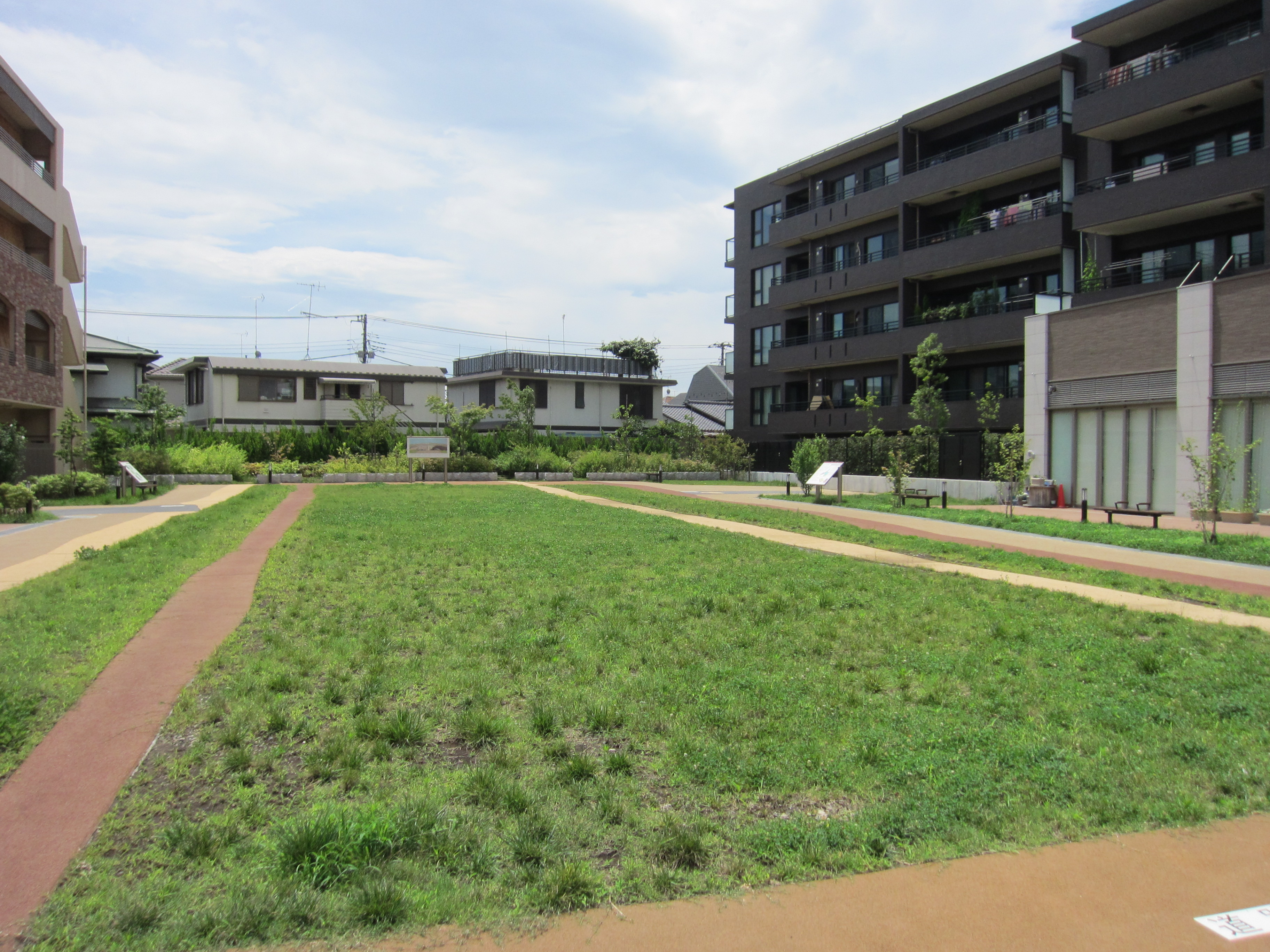
古代道路の例。東山道武蔵路跡（東京都国分寺市）

日本の古代道路（にほんのこだいどうろ）は、古代日本の道路または道路網を指す。特に、中央政府・律令体制構築期の政府が、古墳時代、飛鳥時代、奈良時代、平安時代前期にかけて計画的に整備・建設した道路または道路網を指す。
令文・史料には、駅、駅路、駅馬、伝馬の名が見られ、駅の制度と伝馬の制度とを合わせて、駅伝制と呼ぶ。道路自体の整備に関わる記述は少ない。
駅路は、発掘により、地方では 6–12 m、都の周囲では 24–42 m に及ぶ広い幅員を持ち、また、路線形状が直線的である（時に直線が 30 km 以上）という特徴を持つ。当時の中国（隋・唐）における道路制度の強い影響が想定されている。直線道路は、まず7世紀初頭の奈良盆地で建設されはじめ、7世紀中期ごろに全国的な整備が進んでいった。しかし、8世紀末 - 9世紀初頭（平安時代初頭）に、実効性が乏しいとみなされ維持を縮小し、10世紀末 - 11世紀初頭に廃絶した。
伝馬は郡ごとに5頭置く規定があり、中央から国府へ向かう使者および赴任する国司が、その旅に用いることができた。
各国内部で郡を行き来する地方交通路を指して、研究者によっては伝路と呼ぶ。ただし定まった制度は律令に規定はなく、研究者によって運用・制度について説が分かれる。存在すると考える研究者は、伝制の用語を用いる場合がある。

## 歴史

### 概要
日本における道路建設が始まったのは、5世紀だとする記録（日本書紀）もあるが、詳しくは分かっておらず、疑問視する意見が多い。記紀に見られる四道将軍の記述は行政範囲を指すものであり確実な道路自体を指すものではない。確実なのは、6世紀の奈良盆地においてであろうと考えられている（筋違道など）。この時代の大規模で主要な交通手段は河川を利用した水運であり、道路は建設されたとしても、広い幅員、直線的な形状といった特徴はまだ備えていなかった。しかし仁徳天皇の時代に一時的に宮都が難波に置かれたことをきっかけとして、すでにかなりの人馬の往来があったことが、周辺にこの時代の遺構が多くあることからも窺い知れる。
直線的な道路が計画的に整備されたのは、7世紀からだとされている。奈良盆地では、7世紀初頭に以前の宮都が置かれた盆地中央部（纏向、磐余、現在の桜井市、橿原市東部など）から当時の宮都が置かれていた飛鳥へ向かう阿部山田道などの道路が建設され、6世紀末から7世紀末までの推古天皇朝を中心とする時期に、飛鳥から奈良盆地を北上する南北の直線道路が、平行して3本（上ツ道、中ツ道、下ツ道）作られるとともに、それに直交する東西の直線道路が河内方面へ向かって作られた（横大路）。また、河内平野では「京」（この「京」は仁徳期に置かれたとされる高津宮を指し、現在の大阪市中央区）から南下する直線道路が難波（現在の堺市）に通じており（難波大道）、これら2つの大路を結ぶのが日本最古の官道、竹内街道である。これらの道路は、36 - 42 m という非常に広い幅員を持っていた。こうした直線道路の出現の背景には、7世紀初頭に派遣された小野妹子らの遣隋使と関係があり、古代中国の隋との交流から大和朝廷に派遣された隋からの使節団を迎え入れるために、朝廷が道路整備に力を注いだのではないかと考えられている。

### 駅伝制
古代は陸上の交通では専ら徒歩・徒走であった。牛馬などの家畜は当時は高価で貴重な財産であり、またこの頃は荷駄の運搬を陸送で大規模に行われることは少なく、家財は現地調達が基本である。
街道を整備する最も重要な理由は、情報伝達と往還による情報交換であり、高速に移動できる馬はこのために利用された。しかし、長距離の伝達経路を確保するには、馬を交代させ、乗り手を宿泊させる設備が必要であり、したがって、官道の整備とともに駅馬・伝馬を育成・調達・管理（これを特に厩牧令（くもくれい）という）し、厩（うまや、駅、駅家とも）を置き、これを厳格に運営しなければならなかった。
大化の改新により646年正月に出された改新の詔で
とあり、駅伝制を布いたことがわかる。これを一般的には宿駅伝馬制度という。宿駅としての機能は、街道にそって中央の支所として置いた各国の国府や郡衙が兼ねた場合が多い。
直線道路網の全国的な整備は、これを契機として計画的になされ始めたのではないかとする説がある。改新の詔については、その信憑性を巡って根強い論争が続いているが、発掘調査などによれば、全国各地、とくに関東地方や九州北部で直線的な道路が多数発見されており、少なくとも大化の改新直後には畿内及び山陽道で直線的な駅路や駅家（うまや）の整備が行われ、680年頃までには九州（西海道）北部から関東地方（東海道）に至るまでの広範囲にわたって整備が進んだようである。日本では急流のために渡河が難しい河川があるため水駅もおかれた。
日本の駅伝制は、8世紀に制定・施行された律令において詳細に規定された。律令の駅伝制は、駅間をついで駅馬を往復させる駅路と、中央からの使者が旅行に用いる伝馬から構成されていた。史料には「駅路」は、「駅道」「大道」「達道」などとも記載された。
研究者によっては、地方交通路は国内に情報を伝達収集するものであるとし、伝路と呼ぶ場合がある。しかし史料には「伝路」の用語は見当たらない。このことから、制度として明確に道が定められていたことも、また名称もあったわけではないと思われる。

### 駅路
駅路は、中央と各国の国府との間を馬を使って迅速な情報連絡を目的とした路線である。国府と国府との間は、途中に30里（約16 km）ごとに駅家が置かれ、それらは最短経路で直線的に結ばれた。律令の地方制度は五畿七道といい、中央である五畿と地方である七道から成っていたが、七道のそれぞれに駅路が引かれた。駅路は重要度に応じて、大路・中路・小路に区分され、当時、国内最重要路線だった中央と大宰府を結ぶ山陽道と西海道の一部が大路、中央と東国を結ぶ東海道・東山道が中路、それ以外が小路とされていた。駅家に置く馬（駅馬という）は、大路で20頭、中路で10頭、小路で5頭と定められており、使者が駅馬を利用するには、駅鈴が交付されている必要があった。
駅路は、重要な情報をいち早く中央－地方の間で伝達することを主目的としていたため、路線は直線的な形状を示し、旧来の集落・拠点とは無関係に路線が通り、道路幅も 9–12 m（場所によっては 20 m）と広く、中央と国府間を繋ぐ早馬を走らせる性格を色濃く持っていた。
実際に、古代駅路と高速道路の設定ルートや、駅家とインターチェンジの設定位置が、ほぼ同一となっている事例も多く見られる。
奈良時代最末期から平安時代初期にかけて、実効性に基づいて各種制度を見直すこととし、駅伝制も駅家（うまや）や駅馬（えきば/はゆま）、伝馬を削減し、伝路は次第に駅路へ統合された。地域の実情と無関係に設置された駅路は次第に利用されることが少なくなり、従来の伝路を駅路として取り扱うことが多くなった。これに伴い、従来の駅路は廃絶していき、存続したとしても 6 m 幅に狭められることが多かった（広い幅員の道路を維持管理することには大きな負担が伴うからである）。
10世紀前期に編纂された延喜式には、駅路（七道）ごとに各駅名が記載されており、これを元に当時の駅路を大まかに復元することができる。しかし、駅伝制は急速に衰退していき、10世紀後期または11世紀初頭には、名実共に駅伝制も駅路も廃絶した。

### 伝馬
律令では、郡ごとに伝馬が5頭置かれ、中央から地方への使者・新任国司が用いることができた。伝馬は郡衙（ぐうけ/郡家ともいう）に置かれ、それらを結ぶ道が主に用いられたが、駅路が兼ねている道もあったと考えられている。
郡衙を結ぶ地方交通道に関する仕組みや整備については、史料に残っていないが、郡衙間の情報伝達も担っていたと考えられ、研究者は伝路と呼ぶ。郡衙を結ぶ地方交通道は律令制以前からの自然発生的なルートなどが改良されて、整備されたと見られており、道路幅が 6 m 前後であることが多い。

### 民衆交通
律令国家の支配下に置かれた民衆は戸籍・計帳・五保・関などのシステムによって本貫地に縛り付けられる一方、庸調の運脚、官物の京進、防人・衛士・仕丁などとしての徴用などによって強制的に都鄙間の往来を命じられるなど、国家に移動を統制されていた（生業や宗教活動など私的な交通が完全に否定されていた訳ではなかったが）。特に庸調は陸路かつ人力での中央への輸送が強制されていた。これは、車・舟などを持てるのは有力な地方豪族に限定されるために車舟による輸送を認めると納税に豪族の介入の余地を生むこと、更に民衆に都を一種の舞台装置として見せることで民衆に国家的な共同幻想を抱かせる演出を図ったとする見方がある。その一方で、官人は郡家や駅家での宿泊は認められていたものの、民衆は沿道の民家や小規模な寺院・道場を借りて宿泊したり、野宿をしたりしていたと考えられている。国家にとって庸調が無事に都に届くか否かは重要な問題であったと考えられているが、具体的な政策については不明なことが多い。大化の改新直後に、旅人など外部の人々を穢れであるとして祓除を強要する行為を禁じる命令が出されたり（『日本書紀』大化2年3月甲申条）、平安時代前期に国家が布施屋を建設したり（『類聚三代格』所収:承和2年6月29日付太政官符「応造浮橋布施屋并置中渡船事」）などの措置が知られているが、多くは沿線の豪族や寺院、地元住民の力によるところが大きかった。また、都鄙間の強制的な往来やそれに伴う都への人口の密集は、人々が都において病原体に接触する危険性を高め、更にそれを故郷に持ち帰ってしまう可能性を生み出し、それが律令国家の下でたびたび発生した疫病の流行拡大につながったとする見方もある。
もっとも、陸路かつ人力での中央への輸送の強制は、本州以外の地域（西海道・南海道）では実施が困難であり、8世紀後半から海上輸送が本格的に導入されると、他の地域でもこの原則が崩れ始めた。やがて、租庸調制度そのものの衰退もあり、租税や官物は地方官が責任を負って都に運ぶようになる。このため、民衆が強制的に都鄙間の交通を強制させられることはなくなり、また戸籍制度の衰退で本貫地に縛りつけられることもなくなったものの、民衆の都鄙間交通は大幅に減少したために、布施屋や小規模寺院・道場なども荒廃し、律令国家期とは別の意味で民衆の移動は困難になっていった。

## 形状
広い幅員と長大な直線形状を示す古代道路は、特に飛鳥時代〜奈良時代に建設された駅路に多く、これを前期駅路という。前期駅路は、多くの場合 9–12 m、畿内に近い地域では 20m の道路幅をもち、平野部においては直線形状が 30 km 以上に及ぶこともあった。丘陵地帯においても、斜面を切削し、谷間を埋め立て、直線形状を保つよう設計されていた。また、駅路の両側には 2-4m の側溝が設けられた。側溝は駅路とその周囲を区分するとともに、路面上の排水などの役割があったと考えられている。実際、静岡県静岡市葵区長沼・駿河区東静岡の曲金北遺跡では、1994年（平成6年）4月から1995年（平成7年）5月にかけて東静岡駅前開発に伴い行われた発掘調査で、古代東海道と推定される直線道路が発掘され、その規模は道路幅約9メートル、側溝幅2～3メートルであったことが確認されている。
伝路は、旧来からの交通路が改良されることが多かったが、場所によっては駅路と同様に直線形状を示すこともあった。道路幅は、発掘調査によれば 6 m であるケースが多いが、必ずしも規格が設定されていた訳ではなさそうである。また、平安時代に入ると駅路の道路幅が伝路と同じく 6m に狭められ、これを後期駅路という。後期駅路では、前期駅路の路線が踏襲されるのが一般的だったが、異なる路線が設定されたり伝路を駅路とする例もあった。
発掘された駅路は、中央部がわずかに窪んでいることが多い。これは、往来する人馬に踏み固められたものと見られる。窪んでいることにより、おそらく道路中央には水たまりができて、往来に支障を来すだけでなく、道路の維持管理にも多大な労力を要していたと考えられる。また、路面には轍と思われる跡も見つかっている。以前は、古代日本で車が用いられることはあまり想定されていなかったが、発掘結果からは、かなり頻繁に車が使用されていた可能性を指摘する意見もある。
道路の建設に関することは、ほとんど分かっていない。建設には非常に膨大な労働力を必要としたはずであるが、労働力をどのように調達したのか、労働力を賄う費用は誰が負担したのか、などは史料がほとんどないこともあって判明していない。また、一定の幅員で長大な直線形状を持つ道路を造る技術についても分かっていない。おそらく、中国の測量技術・土木技術がもたらされたと考えられるが、詳細は不明である。中国から技術者が帰化したのか、日本人が中国の技術を学んだのかも分からない。どのような工法により、道路が建設されたかも明らかとなっていない。

## 性格
駅路は、中央と地方間の情報伝達のためのハイウェイとして位置づけられていたが、その目的だけとしては、幅員が広すぎるという問題がある。広い幅員で直線的な道路には、いくつかの性格が与えられていたと見られている。
一つは、外国の賓客に見せるためのデモンストレーションだったとする見方である。外国からの使者が特に往来する山陽道は大路とされ、他の駅路より広い道路幅を持つとともに、多くの駅馬と瓦葺きの駅家を備えていた。このように国威を外国に示すための役割も負っていたのではないかと考えられている。
しかし、全ての駅路を外国使節が通過したわけではない。そこで地域の豪族・住民らへのデモンストレーションだったとする見方もある。地域の経済力・技術力では建設し得ない規模の道路の存在が、中央政府の強大な権威を誇示する役割を担っていたとしている。
また、軍用道路としての性格を唱える見方もある。世界各地の古代道路を見ると、軍事的な性格を持つものが多く、日本の古代道路もその例外ではないとする。また、律令において、駅伝制は兵部省の所管となっており、飛鳥時代から奈良時代にかけて行われた軍事活動のために駅路などが整備された可能性もある。
古代道路は、地域計画の基準線となることもあった。各平野部での条里が駅路を基準に設定されていたり、駅路が国境となる例もあった（摂津・河内・和泉国境、又は筑前・筑後国境）。国府や国分寺などの位置関係が駅路を基準として決定されたと思われる事例も多くあった。

## 路線の復元
路線の復元には、史料から同定を試みる歴史学的な方法と、現在までに残る痕跡をたどる地理的考古学的な方法とがある。あるいはこれらを総合的に組み合わせて復元が行われるが、史料には不確実なものが多く、地理的に発見される例が多い。最終的には考古学的な発掘などの手段で確認を行い、直線的な平坦地形と平行する道路側溝が発見されれば、古代道路であった可能性が非常に高い。これまでの成果として、播磨国内の山陽道駅路は、地名や条里余剰帯、地割痕跡、発掘調査などからほぼ全てのルートが判明した。国分寺市からは、約 300 m にわたって 12 m 幅の道路遺構と並行する道路側溝が発掘され、古代の東山道武蔵路（とうさんどうむさしみち）だったことが分かった。しかし全国的に見れば大多数の地域で路線復元がほとんど進んでおらず、大きな研究課題として残っている。
歴史学的手法
基礎史料としては延喜式が挙げられる。延喜式には、駅路ごとの各駅名が記載されており、駅家の所在地を推定することができる。駅家は当然、駅路に沿っていたので、駅家の推定地を結ぶルートから大まかな駅路を推測することができる。その他、史書（六国史など）に駅伝制に関する記事が残されており、それを元にルートを大まかに復元することも可能である。
地理的手法
地名が、路線復元に役立つことがある。古代道路そのものに由来する可能性がある地名としては、大道（だいどう）、横大路、車路（くるまじ）、作道（つくりみち）、立石、太政官道、勅使道、仙道（せんどう）、縄手（なわて）などがある。駅家に由来する可能性がある地名には馬屋（うまや）、馬込（まごめ）などがある。これらが必ずしも古代道路の痕跡を示すものではないが、路線を復元する上で、非常に重要な手がかりの一つである。
行政の境界が古代道路の跡であることがある。古代から道路は境界とされることが多かったが、境界は一旦設定されると歴史的に変更しにくい性質を持っているため、1000年以上を経ても境界として残存するケースがある。例えば、鳥栖市・小郡市付近に見られる直線的な福岡・佐賀県境は、古代西海道駅路の痕跡である。所沢市と狭山市の境界を見ると、所沢側から細長く 500 m ほど突き出た箇所があるが、古代の官道東山道武蔵路の痕跡だと見られている。明治初期の市町村境界には、古代道路の痕跡が多数残存していたとも言われている。
条里地割から古代道路を推定する方法がある。条里地割は、約 109 m 四方の正方形から構成されているが、10–20 m ほどの余分が帯状に見つかることがあり、この帯状の余分が古代道路の痕跡と考えられる。帯状の余分を条里余剰帯という（あるいは道代（みちしろ）とも呼ばれる）。条里余剰帯は全国各地の平野部に見られる。
現代の地割に古代道路の痕跡が残っている場合がある。例えば、大字界・字界が断続的に数 km・数十 km にわたり直線形状となっている、地籍図に駅路幅と同じ約 12 m の幅で地割が直線的に並んでいる、旧道が断続的に直線として残っている、などが手がかりとなりうる。播磨平野の例では、溜池に残る全く意味のない 6 m 幅で直線の堤防が残っている。
考古学的手法
ソイルマーク、またはクロップマークから道路遺構の痕跡が発見されることがある。ソイルマークとは、地中に埋没している遺構の覆土がその直上の土壌に影響し、田畑の土色に変化が生じることで、遺構の形状がはっきりと識別できる現象のことである。またクロップマークは、埋没遺構の影響で作付けされた作物の生育状況（速度）に変化が生じ、同じように遺構の形状が捉えられる現象である。ソイル（クロップ）マークさえ残っていない場合でも、地図では検出できない微妙な痕跡が空中写真で判明することもある。直線的な何らかの痕跡が空中写真に残っていれば、古代道路である可能性がある。鳥取県内の古代山陰道は、丘陵部を直線的に通っているが、地図上では痕跡は見られず、空中写真によりそのことが判明した。富山平野西部の空中写真からも直線的な痕跡が見つかり、発掘調査により古代道路であることが裏付けられた。九州では衛星画像により九州縦貫自動車道と平行に走る古代の直線道路が発見されている。

## 研究略史
従前、日本の古代道路は、細々とした小径・けもの道だと考えられてきた。1970年に古代日本史研究者の岸俊男が、上ツ道・中ツ道・下ツ道などが直線的な計画道路であったことを発表し、古代道路の研究が一気に注目を集め始めた。1970年代には、多くの研究者が古代道路の調査研究に傾注し、直線的な計画道路が全国に及ぶこと、広い幅員を持つことなどが判明していった。1980年代後半には、全国的に古代道路の発掘調査が行われ、古代道路が考古学的な裏付けを持つとともに、その実態も明らかとなっていった。1990年代には、上述の静岡市曲金北遺跡発掘調査の実例などから、古代道路が直線的で大規模な計画道路だったことは常識となり、多くの地域で、郷土史の一環として古代道路の路線復元などが試みられるなど、詳細な研究結果が発表されていった。しかし、古代道路が古代日本の社会において、いかに位置づけられ、いかに変容していったかなど、新たな研究課題も浮上してきた。